# Deshauna Barber
Deshauna Barber (Columbus, Georgia; 6 de diciembre de 1989) es una actriz, modelo, militar y reina de belleza estadounidense, y ganadora del título Miss USA 2016 y representante de dicho país en el Miss Universo 2016.

## Biografía
Deshauna nació el 6 de diciembre de 1989 en Columbus, Georgia. Es hija de sargento mayor retirado del Ejército de los Estados Unidos, debido a la carrera militar de su padre ha vivido en varios estados a lo largo de su vida, entre ellas en Carolina del Norte, Minnesota, Nebraska y Virginia, actualmente radica en Washington D. C., capital de Estados Unidos. A la edad de 17 años Deshauna decidió seguir los pasos de su padre y sus hermanos sirviendo como militar, ella fue enviada a Irak después de los ataques del 11 de septiembre. Posteriormente se graduó de licenciatura en Ciencias en Administración de Empresas en la Universidad de Virginia, ahora trabaja como analista de informática en el Departamento de Comercio de Estados Unidos.

## Concursos de belleza
Anteriormente Barber participó siendo la aspirante del estado de Virginia para Miss Internacional USA 2011, donde no ganó el título estatal, nuevamente lo intentó en el año 2015, esta vez para obtener el título de Distrito de Columbia, y concursar en Miss USA 2015 donde colocó entre las semifinalistas del certamen local, para el 2016 lo intentó de nuevo, esta vez gana el certamen y obtiene el título para representar a Distrito de Columbia el 19 de diciembre de 2015, siendo la sucesora de Lizzy Olsen quien representó a la misma ciudad capital sin lograr figuración en Miss USA 2015.
Como parte de sus responsabilidades como Miss District of Columbia USA, Barber representó a tal estado en la 65.ª edición del certamen Miss USA que se llevó a cabo el domingo 5 de junio en el recinto T-Mobile Arena, en la ciudad de Las Vegas, donde compitió con otras 51 representantes de todo el país por el título. Al final de la velada ganó el título y fue coronada como Miss USA 2016 de manos de su antecesora Olivia Jordan de Oklahoma, convirtiéndose en la tercera delegada del Distrito federal en obtener la corona, tras 14 años sin ganar, la última vez lo obtuvo Shauntay Hinton en el año 2002.

### Miss Universo 2016
Barber representó a Estados Unidos en el Miss Universo 2016, donde fue semifinalista.
| Predecesor: Lizzy Olsen   | Miss Distrito de Columbia USA 2016 | Sucesor: Kára McCullough |
| Predecesor: Olivia Jordan | Miss USA 2016                      | Sucesor: Kára McCullough |